# Евротариф
Евротариф (англ. Eurotariff) — общее название постановлений, регулирующих плату за роуминг внутри стран ЕЭЗ (кроме Швейцарии), а именно стран ЕС, Норвегии, Исландии и Лихтенштейна. Регулируются как роуминговые тарифы для абонентов, так и тарифы, взимаемыми операторами друг с друга за доступ своих клиентов к сетям друг друга. С 2007 года максимальная планка тарифов постоянно снижалась. В декабре 2016 государства-члены проголосовали за отказ от платы за роуминг до июня 2017 для клиентов операторов и до 2022 между операторами. Постановление 2017/ 920 с 15 июня 2017 привело к упразднению тарифов.

## История
Еврокомиссия часто поднимала вопрос завышенных цен на роуминг в ЕС. В октябре 2005 она запустила клиентский сайт с информацией по роуминговым тарифам для повышения внимания к проблеме с тарифами вроде €12 за 4-минутный звонок.
В 2006 из-за сохранявшихся высоких цен Еврокомиссия предложила отрегулировать эту рыночную сферу вводом максимальных роуминговых тарифов. Мера было одобрена Европарламентом и Советом ЕС и была принята в июне 2007. Она требовала к августу 2007 предел тарифов на звонки кроме как на специальных роуминговых тарифов. К 2008 и 2009 снижение предела тарифов должно было продолжиться. Также операторов обязали высылать текстовые сообщения с тарифами клиентам при въезде в др. государство-член. Меры по предельным тарифам были установлены как временные, истекающие к 30 июня 2010. В 2009 была внесены поправки, продлевающие его до 30 июня 2012 и добавляющие предельные тарифы на Интернет-трафик и текстовые сообщения. Там же были заложены последующие снижения до истечения срока действия постановления и введение принудительной посекундной тарификации для исходящих через 30 секунд после начала рзговора и сразу же для входящих. Поняв что рыночные условия не располагают к отмене регулирования тарифов в ЕЭЗ, в 2012 году ЕС обновил закон, по которому в тарифах, предлагаемых в розницу, роуминг перестаёт облагаться к 2017, а в предлагаемых оптом — к 2022. На момент отмены 15 июня 2017 тарифы, вступившие в силу 1 января 2017, были такими:
- €0,032 за минуту звонка
- €0,01 за SMS
- €7,7 за гигабайт данных (предусматривалось снижение до €6 к 1 января 2018, €4,5 к 1 января 2019, €3,5 к 1 января 2020, €3 к 1 января 2021, €2,5 к 1 января 2022, но 8 февраля 2017 послы стран ЕС договорились о полной отмене роуминга досрочно)

Евротариф действует только в роуминге. Цены за звонки и сообщения из своей страны в другую страну ЕЭЗ не регулируются. Соответствующее предложение о регулировании было в 2013 году отвергнуто Советом ЕС и Европарламентом.
Евротариф не применяется к особым территориям членов ЕС.
Евротариф вступает в силу в Украине и Молдове (с 1 января 2026 года).
Британия ещё не решила, сохранит ли она евротариф после Brexit.